# Eiji Gō
Pour les articles homonymes, voir Go.
Eiji Gō (郷鍈治, Gō Eiji) est un acteur japonais né le 29 mai 1937 à Osaka et mort le 11 septembre 1992 à Tokyo. 

## Biographie
Eiji Gō est diplômé de l'université Meiji. Suivant les traces de son frère aîné Joe Shishido, il entre à la Nikkatsu en 1960 et apparait pour la première fois sur les écrans dans Kyōnetsu no kisetsu de Koreyoshi Kurahara. Il interprète le plus souvent des rôles de « méchants », de yakuzas ou de criminels au cinéma comme à la télévision.
Il est apparu dans près de 120 films au cinéma entre 1960 et 1982, essentiellement à la Nikkatsu.
Il meurt le 11 septembre 1992 à l'âge de 55 ans d'un cancer du poumon.

### Vie privée
Eiji Gō épouse l'actrice et chanteuse Naomi Chiaki (ja) en 1978. Il est le frère de l'acteur Joe Shishido.

## Filmographie partielle

### Au cinéma
- 1960 : Kyōnetsu no kisetsu (狂熱の季節?) de Koreyoshi Kurahara
- 1960 : Umi no jōji ni kakero (海の情事に賭けろ?) de Haruyasu Noguchi
- 1962 : Yume ga ippai abarenbō (夢がいっぱい暴れん坊?) d'Akinori Matsuo
- 1962 : Les Apprentis faux-monnayeurs (危いことなら銭になる, Yabai koto nara zeni ni naru?) de Kō Nakahira
- 1963 : La Jeunesse de la bête (野獣の青春, Yajū no seishun?) de Seijun Suzuki : le capitaine Shigeru Takechi
- 1963 : La Danseuse d'Izu (伊豆の踊子, Izu no odoriko?) de Katsumi Nishikawa
- 1965 : The Cat Gambler (賭場の牝猫, Toba no mesuneko?) de Haruyasu Noguchi : le boss Wada
- 1966 : Le Joueur en noir, le coup du diable (黒い賭博師 悪魔の左手, Kuroi tobakushi: Akuma no hidarite?) de Kō Nakahira
- 1966 : Les Tueuses en collants noirs (俺にさわると危ないぜ, Ore ni sawaru to abunaize?) de Yasuharu Hasebe
- 1966 : Revenge of the Woman Gambler (賭場の牝猫 捨身の勝負, Toba no mesuneko: Sutemi no shōbu?) de Haruyasu Noguchi : Shinkichi
- 1966 : Le Vagabond de Tokyo (東京流れ者, Tōkyō nagaremono?) de Seijun Suzuki : Tanaka
- 1967 : Kettō (血斗?) de Toshio Masuda
- 1968 : Daikanbu: Burai (大幹部 無頼?) de Keiichi Ozawa
- 1969 : Tue, vaurien, tue ! (無頼 殺せ, Burai: Barase?) de Keiichi Ozawa : Tetsuji Hanai
- 1974 : Les Menottes rouges (0課の女 赤い手錠, Zeroka no onna: Akai wappa?) de Yukio Noda (ja)
- 1974 : Yakuza (The Yakuza) de Sydney Pollack
- 1975 : Le Cimetière de la morale (仁義の墓場, Jingi no hakaba?) de Kinji Fukasaku
- 1975 : Super Express 109 (新幹線大爆破, Shinkansen Daibakuha?) de Jun'ya Satō : Shingi Fujio
- 1982 : Kaseki no kōya (化石の荒野?) de Yasuharu Hasebe

### À la télévision
- 1974 : Kamen Rider X (仮面ライダーX?) : Baron Kiba